# Jorge Álvares

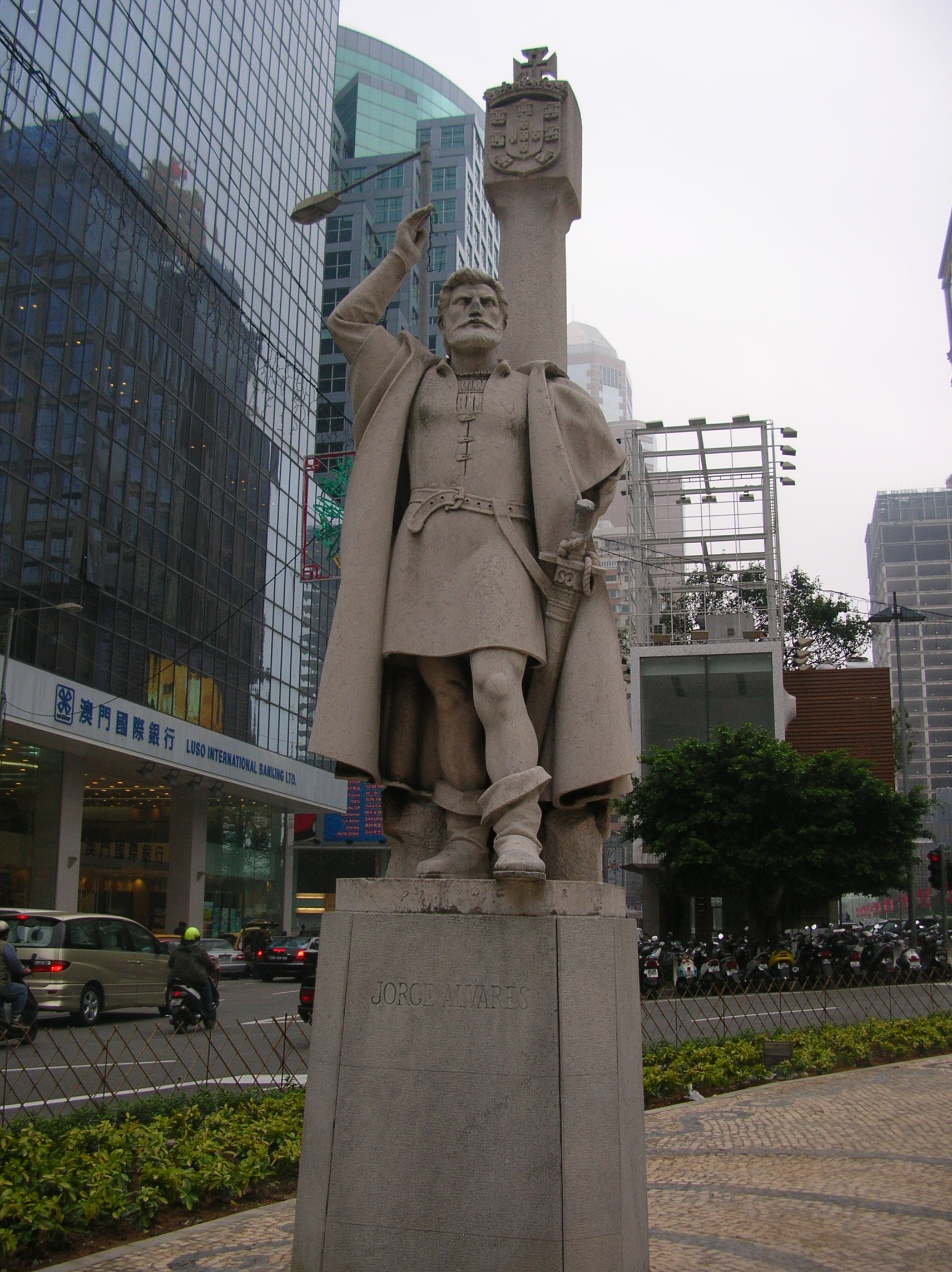
Pomnik Jorge Álvaresa w Makau

Jorge Álvares (zm. 8 lipca 1521) – portugalski podróżnik i żeglarz. Pierwszy Europejczyk, który dotarł drogą morską do Chin.
W 1513 został wysłany przez wicekróla Goa Afonso de Albuquerque na wyczarterowanej od Birmańczyków dżonce z Malakki w celu zbadania możliwości nawiązania kontaktów handlowych z Chinami. Dotarł do wyspy Lantau i w delcie Rzeki Perłowej założył pierwsze osady portugalskie.